# Прато
Пра́то (итал. Prato) — второй по величине после Флоренции город Тосканы. Расположен в 30 км к северо-западу от неё, по дороге на Пистою, у подножия горы Ретайна, на речке Бисенцио. Административный центр одноимённой провинции. Со Средних веков — один из главных центров итальянской лёгкой промышленности, самый коммерческий и предпринимательский город Тосканы.
Исторический центр Прато сохранился вместе со средневековой крепостной стеной в форме неправильного шестиугольника. Богатство города XIII—XV веков узнаваемо по церквям и дворцам, а также по уникальной для северной и средней Италии форме Императорской крепости. В кафедральном  Соборе Святого Стефана примечателен цикл фресок Филиппо Липпи «Сцены из жизни св. Стефана и Иоанна Крестителя» (1452—1457).
Покровителем города почитается святой первомученик Стефан, празднование 26 декабря.

## История
Происхождение Прато до конца не выяснено. Летописцы впервые упоминают замок Прато (Castrum Prati) в X веке. До 1107 года, когда Прато овладели войска Матильды Каносской, замок принадлежал местным феодалам из рода Альберти.
В течение последующих двух столетий Прато превращается в крупный текстильный центр с 15-тысячным населением и местным самоуправлением. Для защиты от завоевательных устремлений Флоренции вокруг города были возведены каменные стены. В 1326 г. граждане Прато, рассчитывая на неприязнь Флоренции и Неаполя, опрометчиво поставили себя под защиту неаполитанской короны. Конец их вольнице пришёл в 1351 году, когда королева Джованна I продала права на Прато флорентийцам за 17,5 тысяч золотых флоринов. С тех пор Прато теряет политическое значение и превращается в рядовой пригород Флоренции.
Разорение испанскими наёмниками Джованни Медичи в 1512 г. нанесло благосостоянию города урон, от которого он не оправился до второй половины XIX века. В годы промышленной революции текстильные предприятия Прато переживали бум, население росло быстрыми темпами, в основном за счёт притока пролетариев из Меццоджорно. К началу XX века население «тосканского Манчестера» перевалило за 50 тысяч. В настоящее время из городов Средней Италии он уступает по населению лишь Риму и Флоренции. Китайский квартал Прато считается крупнейшим в стране.

## Культурное наследие
Как и в любом городе Тосканы, средоточием исторических и культурных воспоминаний в Прато является кафедральный Собор, или Дуомо, освящённый во имя Святого Стефана и украшенный фресковой росписью:

Излюбленный в Тоскане мотив облицовки — чередующиеся полосы белого и тёмного мрамора — нигде не выражен так ярко, как здесь. Вместе со своей тоненькой и высокой полосатой кампаниле этот небольшой собор производит впечатление чрезвычайной искренности и подлинности. Строителям фасада флорентийской Санта Мария дель Фьоре следовало бы поучиться здесь. Но у флорентийского Дуомо нет, кроме того, такой кафедры, какую соорудили здесь на углу Микелоццо и Донателло. Внутри собор поражает необыкновенно суженными пропорциями. Чередование белых и черных полос приводит здесь к серьёзности, почти мрачности общего впечатления. Можно подумать, что суровая простота этого храма повлияла даже на легкомысленного фра Филиппо Липпи, когда он писал здесь в хоре свои фрески
У въезда в город расположена небольшая, слитная по силуэту и гармоничная по пропорциям церковь Санта-Мария-делле-Карчери (архитектор Джулиано да Сангалло, 1484—1495), которая имеет важное значение в истории формирования типа центрических крестово-купольных храмов в архитектуре высокого Возрождения в Италии. Витражи церкви выполнены по рисункам Доменико Гирландайо, майоликовый фриз в интерьере и тондо с изображениями евангелистов созданы в мастерской Андреа Делла Роббиа. Над фасадом францисканской церкви Сан-Франческо также работал Андреа Делла Роббиа; церковь известна надгробием гуманиста Джиминьяно Ингирами. Среди бесчисленных храмов города также примечательна чистотою линий кватроченто церковь августинцев с работами Лоренцо Липпи и других тосканских мастеров.
Среди памятников гражданской архитектуры первое место занимает Императорский замок Фридриха II, отреставрированный по приказу Муссолини. В Палаццо Альберти (Прато)Палаццо Альберти помещается художественная галерея с произведениями Филиппо Липпи, Джованни Беллини и Караваджо. Палаццо Датини (1383), украшенное фресками Аньело Гадди, принадлежало одному из богатейших людей своего времени, Франческо Датини, который, как считается, изобрёл принцип «двойной записи» в бухгалтерском учёте. В Палаццо Преторио в центре города также располагается городской художественный музей.
В 9 км от города находится загородная резиденция Медичи времён кватроченто — овеянная романтическими легендами вилла Поджо-а-Кайано.
В 1988 году на средства промышленника Луиджи Печчи в Прато открылся музей современного искусства. Эволюцию местного текстильного дела также освещает специальный музей.
|                           |  |                                 |  |                       |
| Санта-Мария-делла-Карчери |  | Замок Фридриха II Гогенштауфена |  | Собор Святого Стефана |

## Экономика
Экономика Прато главным образом представлена текстильной отраслью, которая сформировалась еще в XIII веке и по настоящее время является градообразующей отраслью города. В Прато представлено более 7 тысяч ткацких, швейных, кожевенных и обувных производств, за что город получил название текстильной столицы Италии.
Наиболее известные производители текстильной продукции:
- Binicocchi
- Godifibre
- Italvelluti
- Lanificio Bigagli
- Lanificio Bisentino
- Lanificio Comatex
- Lanificio Europa
- Lanificio Fratelli Bonacchi
- Lanificio Luigi Zanieri
- Lanificio Nova Fides
- Lanificio Prato (Conte)
- Lenzi Egisto
- Linea Tessile Italiana
- Manifattura Del Prato
- Manifattura Emmetex
- Manifattura Tessile Risaliti
- Manteco
- Rifinizione Beta
- Roma
- Tessitura Piemme Di Papi Roberto
- Tessitura Insinna Mario